# Were the World Mine
Were the World Mine là một bộ phim giả tưởng âm nhạc lãng mạn năm 2008 của đạo diễn Tom Gustafson, được viết bởi Gustafson và Cory James Krueckeberg, và có sự tham gia của Tanner Cohen, Wendy Robie, Judy McLane, Zelda Williams, Jill Larson, Ricky Goldman, Nathaniel David Becker, Christian Stolte và David Darlow.
Bộ phim là một câu chuyện về trao quyền cho người đồng tính, lấy cảm hứng từ A Midsummer Night’s Dream của Shakespeare.

## Nội dung
Timothy (Tanner Cohen) là một sinh viên đồng tính công khai tại một trường nam sinh tư thục. Mặc dù bây giờ đang học năm cuối, anh ta vẫn bị đội bóng bầu dục hung hãn, người mà đội trưởng của anh ta, Jonathon (Nathaniel David Becker), anh ta đã phải lòng. Timothy sống với mẹ của mình, Donna (Judy McLane), người đang đấu tranh với tính dục của con trai mình và với một công việc, và người cha không phải là một phần của cuộc đời anh.
Timothy được chọn vào vai Puck trong sản phẩm cao cấp của A Midsummer Night's Dream. Trong khi xem xét các dòng của mình, anh phát hiện ra công thức để tạo ra bông hoa tình yêu trong sự nhàn rỗi. Timothy sử dụng bông hoa để thị trấn kì thị đi "đi trong đôi giày của mình". Toàn bộ thị trấn rơi vào hỗn loạn khi các thành viên cộng đồng dị tính trước đây phải lòng bạn bè, ông chủ và đồng nghiệp của họ: bất kỳ ai họ nhìn thấy lần đầu tiên sau khi bị hoa xịt. Cô giáo Tebbit (Wendy Robie), giáo viên kịch nghệ của trường, hướng dẫn Timothy hướng tới câu hỏi liệu hành động của anh ta có gây hại nhiều hơn lợi.

## Diễn viên
- Tanner Cohen vai Timothy
- Wendy Robie vai Ms. Tebbit
- Judy McLane vai Donna
- Zelda Williams vai Frankie
- Jill Larson vai Nora Bellinger
- Ricky Goldman vai Max
- Nathaniel David Becker vai Jonathon
- Christian Stolte vai Coach Driskill
- David Darlow vai Dr. Lawrence Bellinger
- Parker Croft vai Cooper
- Brad Bukauskas vai Cole
- Reid Dawson vai Russ
- Alexander Aguilar vai Taylor
- Yoni Solomon vai Bradley
- Colleen Skemp vai Becky
- Waymon Arnette vai Henry
- Zach Gray vai Ian
- Julia Black vai Crystal
- Peggy Roeder vai Mẹ của Cole
- Paul Lisnek vai Một phát thanh viên

## Số âm nhạc
1. "Oh Timothy" – Jonathon
2. "Pity" – Frankie
3. "Audition" – Timothy
4. "Be As Thou Wast Wont" – Timothy, Ms. Tebbit
5. "He's Gay" – Frankie
6. "Were the World Mine" – Timothy, Jonathon
7. "The Course of True Love" – Timothy, Frankie, Coach Driskill, Nora, Max, Donna
8. "All Things Shall Be Peace" – Ms. Tebbit, Timothy
9. "Sleep Sound" – Timothy
10. "Pyramus and Thisbe" – Frankie, Cooper

## Sản xuất
Bộ phim là phiên bản dài của bộ phim ngắn 2003 của đạo diễn Gustafson, Fairies, cũng có sự tham gia của Wendy Robie. Bộ phim được điều hành bởi Gill Holland, kết hợp với The Group Entertainment.

## Phát hành

### Liên hoan phim
Were the World Mine đã được chơi hoặc dự kiến sẽ tham gia nhiều liên hoan phim ở các vị trí nổi bật trong năm 2008. Các giải thưởng đã giành được bao gồm: Giải thưởng dành cho khán giả cho phim kể chuyện hay nhất tại Liên hoan phim Florida; Âm nhạc hay nhất trong một bộ phim tự sự tại Liên hoan phim Nashville; LGBT phim truyện xuất sắc nhất tại Liên hoan phim Nashville; và Giải thưởng dành cho khán giả cho tác phẩm tự sự hay nhất tại Liên hoan phim đồng tính nam và đồng tính nữ ở Torino. Được khai thác trên toàn thế giới tại Liên hoan phim Frameline ở San Francisco vào ngày 27 tháng 6 năm 2008 và tại Liên hoan phim đồng tính nữ & đồng tính nam quốc tế Tokyo vào ngày 11 tháng 7 năm 2008. Bộ phim đã khai mạc Liên hoan phim đồng tính nam và đồng tính nữ ở [[Albuquerque,
New Mexico]] vào ngày 26 tháng 9 năm 2008 và đã khép lại liên hoan Reel Affirmations khẳng định tại Washington, D.C. vào ngày 26 tháng 10 năm 2008. Nó được trình bày vào tháng 11 năm 2008 tại Liên hoan phim Gay/Lesbian QUEERSICHT QUEERSICHT ở Berne và Thụy Sĩ. Bộ phim được chiếu như đêm gala khai mạc tại Liên hoan phim Melbourne Queer 2009.

### Sân khấu
Were the World Mine World Mine đã được phát hành giới hạn tại các rạp chiếu phim Bắc Mỹ vào ngày 21 tháng 11 năm 2008.

### Tiếp nhận
Bộ phim hiện đang giữ mức 71% 'Fresh' trên Rotten Tomatoes.

## Nhạc phim
Album nhạc phim gốc của Were the World Mine đã được phát hành trên CD vào ngày 11 tháng 11 năm 2008 bởi PS Classics. Bộ phim cũng có một số bài hát được sử dụng nổi bật trong bộ phim không có trong bản phát hành nhạc phim PS Classics, bao gồm "Relax, Take It Easy" của Mika, "The Magic Position" của Patrick Wolf và "Rock Star" của The Guts - được hát bởi Tanner Cohen.
Podcast của Shakespearean No Holds Bard sử dụng "Pyramus and Thisbe" làm nhạc nền.

## Phương tiện truyền thông gia đình
Were the World Mine đã được phát hành trên DVD ở châu Âu vào ngày 18 tháng 5 và ở Bắc Mỹ vào ngày 9 tháng 6 năm 2008.

## Giải thưởng và đề cử
- Grand Jury Award for Outstanding U.S. Dramatic Feature (Heineken Red Star Award): Outfest 2008
- James Lyon Editing Award for Narrative Feature: 2008 Woodstock Film Festival
- Scion Award for First-Time Director: 2008 Philadelphia Int'l Gay & Lesbian Film Festival
- Best Music in a Narrative Feature Film and Best LGBT Feature Film: 2008 Nashville Film Festival
- Directors Award: 2008 Connecticut Gay & Lesbian Film Festival
- Jury Award for Best Overall Film: 2008 Fort Worth Gay & Lesbian Film Festival
- Adam Baran Rainbow Award for Best Narrative Feature: 2008 Honolulu Rainbow Film Festival
- Jury Award for Best Feature Film: 2008 Outflix Film Festival

Audience Awards
- Best Narrative Feature: 2008 Florida Film Festival
- Best Narrative Feature: 2008 Turin International Gay & Lesbian Film Festival
- Best Feature: 2008 Inside Out Toronto
- Best Feature: 2008 Kansas City Gay & Lesbian Film Festival
- Best Feature: Cinema Diverse 2008: Palm Springs GLFF
- Grand Prize Best Feature: Rhode Island International Film Festival 2008
- Best Feature: 2008 Vancouver Queer Film Festival